# Jean Gatel
Jean Gatel (* 10. Februar 1948 in Vienne, Département Isère) ist ein französischer Politiker der PS (Parti socialiste) und zuletzt der NGS (Nouvelle Gauche socialiste), der unter anderem Mitglied der Nationalversammlung sowie Staatssekretär im Kabinett Mauroy beziehungsweise Kabinett Fabius war. 

## Leben
Jean Gatel, der als Schullehrer tätig war, wurde bei der Parlamentswahl am 21. Juni 1981 für die Sozialistische Partei PS (Parti socialiste) als Nachfolger von Marie-Madeleine Signouret im  dritten Wahlbezirk des Département Vaucluse erstmals zum Mitglied der Nationalversammlung (Assemblée nationale) gewählt und gehörte dieser bis zu seinem Mandatsverzicht am 4. Oktober 1983 an, woraufhin Jean-Pierre Lambertin für ihn in die Nationalversammlung nachrückte.
Am 4. Oktober 1983 wurde er im Kabinett Mauroy als Staatssekretär im Verteidigungsministerium (Secrétaire d’État auprès du ministre de la Défense) berufen und war als solcher bis zum 17. Juli 1984 enger Mitarbeiter von Verteidigungsminister Charles Hernu. Im darauf folgenden Kabinett Fabius übernahm er am 17. Juli 1984 den neu geschaffenen Posten als Staatssekretär beim Premierminister für soziale Wirtschaft (Secrétaire d’État auprès du Premier ministre, chargé de l’économie sociale) und war als solcher bis zum 20. März 1986 enger Mitarbeiter von Premierminister Laurent Fabius für diese Thematik.
Bei der Parlamentswahl am 12. Juni 1988 wurde Gatel im neu geschaffenen vierten Wahlkreis des Département Vaucluse noch einmal zum Mitglied der Nationalversammlung gewählt und gehörte dieser vom 23. Juni 1988 bis zum 1. April 1993 an, woraufhin Thierry Mariani zum neuen Abgeordneten für diesen Wahlkreis gewählt wurde. Des Weiteren vertrat er zwischen 1988 und 1994 den Kanton Orange-Ouest im Generalrat des Département Vaucluse und war in dieser Zeit auch Vizepräsident des Generalrates. Am 19. März 1989 wurde er zudem Stellvertretender Bürgermeister und Beigeordneter für Finanzen von Orange. 1994 zog er sich aus dem politischen Leben zurück, trat 2015 aus der PS aus und wurde Mitglied der Neuen Sozialistischen Linken NGS (Nouvelle Gauche socialiste). Mit seinem Parteiaustritt befasste er sich in seinem 2021 erschienenen Buch Itinéraire d’un socialiste perdu – À la recherche de la vraie gauche („Reiseroute eines verlorenen Sozialisten – Auf der Suche nach der wahren Linken“). 

## Veröffentlichungen
- L’Économie sociale et solidaire. Réinventer l’espoir – Un nouveau modèle de développement, Édition Libre Solidaire, 2020, ISBN 978-2-37263-094-8
- Itinéraire d’un socialiste perdu – À la recherche de la vraie gauche, Édition Libre Solidaire, 2021, ISBN 978-2-37263-106-8